# Paraphloeopsis papuana
Paraphloeopsis papuana là một loài bọ cánh cứng trong họ Cerambycidae.